# Bannik

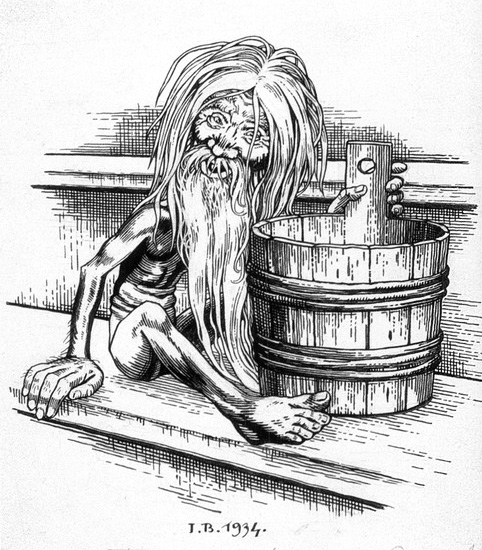
Bannik sentado ao lado de um balde d´água devotado a abluções (ouchat)

O Bannik (bania: banho) é o espírito dos banhos na mitologia eslava. Ele elegia como domicílio a pequena casinhola adjacente à isba onde os habitantes vinham tomar seu banho. O cômodo que lhe servia de domicílio era destituído de imagens cristãs. 
Era de bom tom deixar um pouco d´água para o Bannik depois de seu banho. Depois de 3 séries de banhistas, reservava o cômodo para ele mesmo e atacava qualquer um que viesse incomodá-lo.